# Osvaldo Gómez
Osvaldo René Gómez Cortez (* 10. April 1964 in Ovalle) ist ein ehemaliger chilenischer Fußballspieler. Der Mittelfeldspieler gewann mit der B-Nationalmannschaft die Silbermedaille bei den Panamerikanischen Spielen 1987.

## Karriere

### Verein
Osvaldo Gómez, auch Lalo genannt, begann seine Karriere bei Deportes Ovalle, wo er von 1981 bis 1985 spielte. Anschließend wechselte er zu Rekordmeister CSD Colo-Colo, wo er von 1986 bis 1988 aktiv war. Mit den Albos gewann der Mittelfeldspieler die Meisterschaft 1986. Danach hatte er eine kurze Zeit bei Naval im Jahr 1988, gefolgt von einem einjährigen Aufenthalt beim CD Palestino. Schließlich kehrte er zu Deportes Ovalle zurück, wo er bis 1996 spielte und seine Karriere beendete.

### Nationalmannschaft
Im August 1987 war Gómez im Kader der chilenischen B-Nationalmannschaft, die bei den Panamerikanischen Spielen in Indianapolis antrat. Dort gewann La Roja die Silbermedaille, nachdem sie im Halbfinale Argentinien mit 3:2 besiegt und im Finale gegen Brasilien mit 0:2 verloren hatte, und wurde somit Vizemeister des Turniers. Der Sieg gegen Argentinien der war erste Sieg einer chilenischen Männernationalmannschaft gegen den Nachbarstaat.

## Erfolge
Colo-Colo
- Chilenischer Meister: 1986

Ovalle
- Meister der Tercera División: 1993

Chile B
- Silbermedaille bei den Panamerikanischen Spielen: 1987